# Port lotniczy Devonport
Port lotniczy Devonport (IATA: DPO, ICAO: YDPO) – regionalny port lotniczy położony 10 km od centrum Devonport, w stanie Tasmania, w Australii.